# Bernard Lewis
Bernard Lewis (Londres, 31 de maio de 1916 – 19 de maio de 2018) foi um académico britânico especialista em história do Islão e na interação entre o Islão e o Ocidente. De origem judaica, Lewis é professor emérito da cátedra Cleveland E. Dodge de Estudos do Próximo Oriente da Universidade de Princeton. 

## Carreira
Lewis licenciou-se pela Faculdade de Estudos Orientais e Africanos da Universidade de Londres (SOAS), fez pós-graduação na Universidade de Paris, regressou em 1938 para a Universidade de Londres como professor assistente de História Islâmica, novamente na Faculdade de Estudos Orientais e Africanos. Lewis ensinou ali até 1974, quando aceitou uma posição na Universidade de Princeton. Em 1986 aposentou-se formalmente, apesar de ainda manter ali uma posição como professor emérito, como mencionado acima.
No seguimento dos ataques terroristas de 11 de setembro de 2001, o interesse pela obra de Lewis explodiu, em especial o seu ensaio de 1990 "As raízes da raiva muçulmana". Lewis é também conhecido pela sua discordância com muitas das teses de Edward Said, da Universidade Columbia.
Bernard Lewis escreveu mais de vinte livros e numerosos artigos. Entre os seus mais recentes livros encontram-se dois escritos no seguimento dos ataques terroristas do 11 de Setembro:
- A crise do Islão
- O que correu mal?

Bernard Lewis morreu em 19 de maio de 2018, aos 101 anos.

## Livros publicados
Em inglês
- Origins of Isma'ilism: A Study of the Historical Background of the Fatimid Caliphate (1940)
- A Handbook of Diplomatic and Political Arabic (1947)
- Os árabes na história - no original The Arabs in History, Londres (1950)
- The Emergence of Modern Turkey, Londres e Nova York (1961)
- Istanbul and the Civilization of the Ottoman Empire'' (1967)
- The Assassins, Londres (1967)
- 'Race and Color in Islam'' (1972)
- History: Remembered, Recovered, Invented'' (1975)
- The Muslim Discovery of Europe, Nova York (1982)
- The Jews of Islam (1984)
- Semites and Anti-Semites: An Inquiry Into Conflict and Prejudice (1987)
- The Political Language of Islam, Chicago (1988)
- The Jews of Islam (1987)
- Race and Slavery in the Middle East: an Historical Enquiry, Nova York (1990)
- Islam and the West, Nova York (1993)
- Islam in History, 2a. ed., Chicago (1993)
- The Shaping of the Modern Middle East, Nova York (1994)
- Cultures in Conflict: Christians, Muslims, and Jews in the Age of Discovery, Nova York (1994)
- The Middle East: A Brief History of the Last 2,000 Years, Nova York (1995)
- The Future of the Middle East: Predictions, London (1997)
- The Multiple Identities of the Middle East, London (1998)
- A Middle East Mosaic: Fragments of life, letters and history, Nova York (2000)
- What Went Wrong: The Clash Between Islam and Modernity in the Middle East, Nova York (2003)
- The Crisis of Islam: Holy War and Unholy Terror, Nova York (2003)
- From Babel to Dragomans: Interpreting the Middle East (2004)
- Islam: The Religion and the People (em co-autoria com Buntzie Ellis Churchill (2008)
- Faith and Power: Religion and Politics in the Middle East (2010)
- The End of Modern History in the Middle East (2011)
- Notes on a Century: Reflections of a Middle East Historian (2012)